# Brizo
Brizo (Βριζώ) fou una deessa profètica de l'illa de Delos que enviava somnis i revelava el seu significat als homes. El seu nom és connectat amb βρίζειν (caure dormit). Les dones de Delos oferien sacrificis a la deïtat en atuells en forma de vaixells, i es podia oferir qualsevol cosa menys peixos. Se li feien pregàries per concedir coses bones, i especialment per demanar la protecció dels vaixells.